# Cao Yu

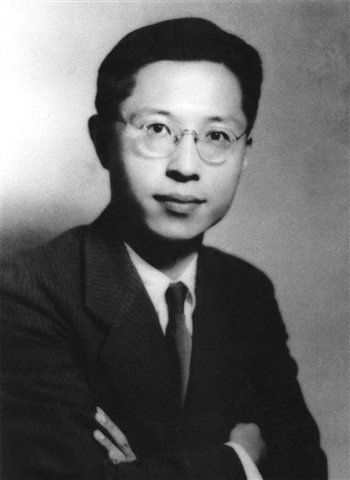
Cao Yu

Cao Yu (Chinees: 曹禺, Wade-Giles: Ts'ao Yü) (Qianjiang (Hubei), 24 september 1910 – Peking, 13 december 1996) was een Chinees toneelschrijver. Het is vooral zijn verdienste dat in de twintigste eeuw het moderne  gesproken theater zijn intrede in China deed. In het traditionele theater waren er tot die tijd geen stukken in de gewone taal van het volk te zien. Het leverde hem de benaming de Shakespeare van China op.

## Jeugd en vorming
Cao werd geboren in Tianjin, waar zijn vader overheidsdienaar was en zijn moeder huisvrouw. Zij stierf in het kraambed en later kreeg zijn stiefmoeder de zorg over hem. Zij las hem Chinese literaire boeken voor en nam de jongen mee naar de opera.
Op  de Tianjin Nankai High School voegde hij zich, op vijftienjarige leeftijd, bij de toneelclub van de school. Zij speelden aangepaste versies van westerse schrijvers, zoals Henrik Ibsen en Molière. Deze toneelschrijvers vormden ook de bron van zijn werk en hun schrijftechniek opende voor hem een nieuwe wereld. Rond die tijd ging hij ook het pseudoniem Cao Yu (graskarper) gebruiken.
In 1929 begint hij een studie Westerse literatuur aan de Tsinghua-universiteit en verdiept zich uitvoerig in het werk van schrijvers als Eugene O’Neill en Anton Tsjechov. In zijn studietijd bekwaamt Cao Yu zich in het Russisch en Engels. In zijn vierde studiejaar (1934) schrijft Cao zijn toneelstuk Thunderstorm (Onweer). Het is een groot succes en het populairste toneelstuk uit de periode voor de Tweede Chinees-Japanse Oorlog. Bij de première speelt Cao Yu  zelf de hoofdrol.
De plot van Thunderstorm was revolutionair voor die tijd, omdat deze handelt over de gevolgen van incest en zwangerschap voor het huweljk. Daarmee vormde het een protest tegen de conservatieve, door mannen gedomineerde, maatschappij en het verlangen naar verandering in het China na de Eerste Wereldoorlog.
De film Curse of the Golden Flower uit 2006 is gebaseerd op dit stuk.
De jonge Yu was wars van de communistische ideologie, maar omdat zijn vroege werk zich vooral kritisch uitsprak over de bourgeoisie, kon men er een marxistische interpretatie in terugzien en werd hij met rust gelaten.

## Bloeiperiode
Tussen 1934 en 1943 voltooit hij zeven toneelwerken, waaronder Sunrise en The Wilderness. The Wilderness gaat over liefde en wraak in een klein dorp. De invloed van de Amerikaanse toneelschrijver Eugene O’Neill op Cao is duidelijk zichtbaar. Een man ontsnapt uit de gevangenis en keert terug naar zijn geboorteplek om een lokale tiran, Jiao Yanwang, die zijn familie te gronde richtte, te vermoorden. Uiteindelijk verzoent hij zich met zijn voormalige echtgenote, Jinzi, en zijn vroegere vriend, Daxing, zoon van Jiao.
Cao ziet de mensheid als volgt:
"Het liefst schrijf ik over vriendelijke, rechtschapen en dappere mensen. Ik heb een afschuw van verachtelijke, gewelddadige en obscene mensen, maar ik laat ze wel aan het woord."
In 1987 herschreef Wan Fang, de dochter van Cao Yu, het toneelstuk Wilderness en maakte er een Chinese opera van. Ze boekte hiermee een groot succes en de productie was ook in de Verenigde Staten te zien, als eerste moderne Chinese opera.
In 1935 schreef Cao een ander toneelstuk dat overal is opgevoerd. Het heet Sunrise en het thema is decadentie en corruptie in de roze buurt van Shanghai. In zijn boek Chinese Encounters uitte toneelschrijver Arthur Miller, die China veelvuldig bezocht, zijn waardering voor het werk van Cao.
Na de Tweede Chinees-Japanse oorlog in 1937 zocht Cao zijn toevlucht in de stad Chongqing waar ook de regering van Chiang Kai-shek zetelde. Daar schreef hij het stuk The Metamorphosis over een militair ziekenhuis dat door het Japanse leger gebombardeerd wordt.
In 1940 voltooide Cao Yu zijn  toneelstuk Peking Man, een kroniek over een welgesteld gezin dat niet in staat is zich aan te passen aan de moderne tijd, waarin hun traditionele wereld en cultuur verloren gaan.

## Van held tot banneling
Na de oorlog reisde Cao Yu, samen met een andere gevierde Chinese schrijver Lao She, naar de Verenigde Staten. De twee toerden een jaar rond en na terugkeer in China regisseerde Cao een speelfilm  Day of the Radiant Sun, die in 1946 in de bioscoop te zien was.
Shakespeare vormde voor hem een grote bron van inspiratie, vanwege zijn bespiegelingen over de menselijke natuur en prachtige dichterlijke teksten. Cao vertaalde onder meer ook Romeo en Julia in het Chinees en verwerkte de essentie van het stuk in zijn eigen toneelstukken. Daarmee droeg hij ook bij aan de populariteit van Shakespeare in China.
Na de stichting van de Volksrepubliek China in 1949 kreeg Cao  Yu een aanstelling als leider van het Volkstheater in Peking, een functie die hij de rest van zijn leven zou vervullen. In 1961 publiceerde Cao zijn eerste historisch drama Courage and the Sword. Het stuk viel niet in goede aarde en men beschuldigde Cao van kritiek op de grote leider Mao Zedong. Tijdens de Culturele Revolutie werd hij verbannen naar een politieke heropvoedingsinstituut voor ambtenaren op het platteland. Pas na de dood van Mao kreeg hij en andere schrijvers, in 1976,  eerherstel. Het was de periode van Deng Xiaoping, waarin het Chinese theater een periode van wederopleving beleefde. Zijn laatste toneelstuk dateert uit 1979 en heeft als titel Wang Zhaojun, een historische heldin.
Cao Yu stierf op 86 jarige leeftijd in een ziekenhuis in Bejing, na een ziekbed van acht jaar. Het persbureau Xinhua noemde hem de belangrijkste toneelschrijver en de geestelijke vader van het moderne Chinese drama.
Ook in 2020 staan de stukken van Cao Yu nog steeds op het repertoire in China, met name Thunderstorm en The Family. De Franse regisseur Eric Lacascade maakte ook een bewerking van Thunderstorm,  die in Frankrijk is opgevoerd. De ongelijkheid tussen mannen en vrouwen speelt net zo goed in China als in Frankrijk, zegt Lacascade.
Het doel van het integreren van twee verschillende stijlen in drama is niet om te benadrukken dat de ene cultuur beter is dan de andere. In tegendeel een toneelstuk mag conflicten en vragen opwerpen om met begrip en gevoeligheid betere antwoorden te vinden.
Of zoals Cao Yu het verwoordde: Literatuur is een wapen, maar zonder kogels.
- Bibsys: 90151876
- Biblioteca Nacional de España: XX5423486
- Bibliothèque nationale de France: cb12126217r (data)
- Catàleg d'autoritats de noms i títols de Catalunya: 981058528061306706
- CiNii: DA01074738
- Gemeinsame Normdatei: 118925555
- International Standard Name Identifier: 0000 0003 6858 5781
- Library of Congress Control Number: n78095361
- Nationale Bibliotheek van Letland: 000221310
- National Central Library: 001060374
- Bibliotheek van het Japanse parlement: 00316581
- Nationale Bibliotheek van Tsjechië: xx0211670
- Nationale bibliotheek van Australië: 36730565
- Nationale Bibliotheek van Israël: 987007274692005171
- Nationale Bibliotheek van Polen: a0000002576300
- Nederlandse Thesaurus van Auteursnamen: 14088940X
- LIBRIS: 44621
- Système universitaire de documentation: 029692733
- Trove: 1438435
- Virtual International Authority File: 4964097
- WorldCat: E39PCjCvFjThrkWWjtrqVmMKFq